# 協調介入
協調介入（きょうちょうかいにゅう）とは、為替相場の急激な乱高下で世界経済が混乱することの阻止を目的として為替レートを適正に安定させるために、先進国を中心とした国々の通貨当局（中央銀行）が協調して誘導介入がスムーズに行えるように連絡を取り合い為替市場に介入すること。数カ国で同時に為替市場に介入し明確なアナウンスの下で行うため、一般的に単独介入に比べて効果も大きい。

## 概要
為替相場は、必ずしも適正な為替レートで取引されているとは限らず、一国の利害や投機筋の思惑で乱高下することが多い。こうした急激な為替相場の変動は阻止しなければ、世界的に経済に悪影響をもたらせるため、過去にはプラザ合意後の「ドル売り」やルーブル合意後の「ドル売り」などの協調介入が行われた。
最もよく知られた多国間の協調介入としては、1985年のプラザ合意で決定された日本をはじめ、先進5カ国の協調介入で、行き過ぎたドル高を修正し、対外不均衡を為替相場面で是正するために、各国がドル売りの協調介入に乗り出し、その後の円高・ドル安の基調をつくった。

## 協調介入の事例
協調介入の事例を記載する。なお、協調介入が検討され、実際には実施されなかった事例についても記載する。
- 1985年9月 - プラザ合意によるドル高是正。G5（日本、アメリカ、イギリス、西ドイツ、フランス）ドル売り協調介入で、1ドル=240円台から1年後には150円台に[4]。
- 1987年2月 - ルーブル合意。プラザ合意によるドル高是正の行き過ぎ修正のため行われたが、長続きせず失敗[4]。
- 1995年7月 - 4月にドルが79.75円の最安値を付けたことから円高を阻止するために、日米協調介入が実施される。「七夕介入」とも呼ばれる。ドル円は年末までに103円台に上昇[4]。
- 1998年6月 - アジア危機を受け、円買いドル売りの日米協調介入[4]。
- 2000年9月 - 1999年1月に誕生したユーロの一本調子の下落に対する対応として、G7は協調介入が行われた[3][4]。
- 2008年3月 - アメリカのサブプライムローンに端を発する金融危機時には、アメリカをはじめ、日本、ヨーロッパ各国が、ドル防衛のための協調介入について、秘密合意があったと日本経済新聞は報じている。この際はドルが持ち直したことから、協調介入は見送られた。
- 2011年3月 - 東日本大震災時に発生した急激な円高（17日早朝、1ドル＝76円25銭）に対する対応として、G7が協調介入を実施することに合意し、実施された結果として81円台に回復した[5][6][4]。